# Charles Wuorinen
 (juillet 2014).
Charles Peter Wuorinen, né le 9 juin 1938 à New York et mort le 11 mars 2020 dans la même ville, est un compositeur américain. Il a reçu le prix Pulitzer de musique en 1970 et le prix MacArthur.

## Biographie
Charles Wuorinen est né dans l'Upper West Side de Manhattan à New York. Son père, John H. Wuorinen, était président du département d'histoire à l'Université Columbia et un érudit des affaires scandinaves, qui a également travaillé pour l'Office of Strategic Services et est l'auteur de cinq livres sur sa Finlande natale. Sa mère, Alfhild Kalijarvi, titulaire d'une maîtrise en biologie de l'université de Smith. Wuorinen excellait dans ses études, sortant major en 1956 du Trinity School (New York) (en); il a ensuite reçu un BA (1961) et d'une maîtrise (1963) en musique de l'université Columbia. Ses premiers partisans incluent Jacques Barzun et Edgard Varèse.

### Années 1940 et 1950
Charles Wuorinen a commencé à composer à cinq ans puis à prendre des leçons de piano à six ans. À seize ans, il a reçu le Prix des « jeunes compositeurs de l'Orchestre philharmonique de New York » et le Chœur John Harms crée son œuvre chorale O Filii et Filiae au Town Hall le 2 mai 1954. Il a été actif en tant que chanteur et pianiste avec les chœurs des églises Heavenly Rest et l'Église de la Transfiguration (Little Church Around The Corner), et a été le pianiste répétiteur pour la première mondiale de l'opéra Panfilo et Lauretta de Carlos Chávez à l'Université Columbia au printemps de 1957. De 1952 à 1956 Wuorinen a été président du Trinity School Glee Club. Il était pianiste, bibliothécaire et directeur général de l'Orchestre de l'Université Columbia en 1956-1957. Au cours des étés 1955 et 1956, il a été organiste à l'église Saint-Paul à Gardner, Massachusetts, où ses parents sont restés pendant les mois d'été. Il a reçu le prix Bearns trois fois, l'IMC Student Composers Award à quatre reprises, et le Prix Lili Boulanger. Il a été membre pendant plusieurs années de la Bennington Composers Conference.

### Années 1960
En 1962, Charles Wuorinen et son compatriote le compositeur-interprète Harvey Sollberger, ont formé The Group for Contemporary Music. Ce groupe a introduit à New York l'interprétation de la musique nouvelle, en défendant des compositeurs tels que Milton Babbitt, Elliott Carter et Stefan Wolpe, qui ont écrit plusieurs œuvres pour l'ensemble. Beaucoup des œuvres de Wuorinen ont été créées par ce groupe, y compris le Concerto de Chambre pour violoncelle et le Concerto de chambre pour flûte. Parmi les principales compositions de Wuorinen dans les années 60, on trouve Orchestral and Electronic Exchanges, créé par l'Orchestre philharmonique de New York dirigé par Lukas Foss, le Premier Concerto pour piano, avec le compositeur comme soliste; le trio à cordes, écrit alors pour l'ensemble de musique nouvelle nouvellement formé Speculum Musicae; et Encomium, morceau purement électronique de Wuorinen, composé à l'aide du synthétiseur RCA à la Columbia Princeton Electronic Music Center sur une commande de Nonesuch Records, morceau pour lequel Wuorinen a reçu le prix Pulitzer 1970 pour la musique à l'âge de 32 ans. Entretemps Wuorinen a été nommé moniteur à l'Université Columbia en 1964 et promu professeur assistant en 1969, l'année où il a reçu une bourse de la Ingram Merrill Foundation (en); au cours de cette période, il a enseigné ou a été en résidence au New England Conservatory of Music (1968-1971), à l'Université de Princeton (1969-1971), à l'Université de l'Iowa (1970), et à l'université du Sud de la Floride (1971).

### Années 1970
Les années 1970 ont été une période particulièrement féconde pour Charles Wuorinen, qui a enseigné à l'École de musique de Manhattan (1971-1979). Parmi les œuvres de musique de chambre de cette décennie, on trouve ses deux premiers quatuors à cordes, les Six Pièces pour violon et piano, Fast Fantasy pour violoncelle et piano, et deux grandes œuvres pour l'ensemble Tashi, Tashi et Fortune. Pour l'orchestre, Charles Wuorinen a composé Grand Bamboula pour cordes, A Reliquary for Igor Stravinsky, qui intègre les dernières esquisses du maître aîné, le Deuxième Concerto pour piano, et le Concerto pour violon amplifié et orchestre, qui a provoqué un scandale lors de sa première au Festival de Tanglewood avec Paul Zukofsky et le BSO dirigé par Michael Tilson Thomas. En 1976, Wuorinen a terminé sa Percussion Symphony, une œuvre en cinq mouvements pour 24 joueurs, dont deux pianos pour le New Jersey Percussion Ensemble et son collègue de longue date Raymond DesRoches, ainsi que son opéra sous-titré « a baroque burlesque », The W. of Babylon avec un livret original de Renaud Charles Bruce. À la fin des années 1970 Wuorinen s'est intéressé au travail du mathématicien Benoît Mandelbrot et grâce à une subvention de la Fondation Rockefeller, il a mené des expériences sonores aux Laboratoires Bell dans le New Jersey.

### Années 1980
Les années 1980 ont été encadrées par deux grandes œuvres pour chœur et orchestre sur des textes bibliques, en 1980, l'oratorio The Celestial Sphere pour le 100e anniversaire de la Haendel Oratorio Society à Rock Island Illinois et Genesis 1989), commandé conjointement par l'Orchestre du Minnesota et le San Francisco Symphony. Les autres œuvres orchestrales majeures au cours de cette période comprennent la Rhapsodie pour violon et orchestre, le Troisième Concerto pour piano, écrit pour le pianiste Garrick Ohlsson, Movers and Shakers, la première œuvre commandée par l'Orchestre de Cleveland pour directeur musical Christoph von Dohnányi; Bamboula Squared pour un son généré par ordinateur et orchestre (inspiré par le travail de Wuorinen au Bell Labs), et The Golden Dance. Wuorinen a été compositeur en résidence à l'Orchestre symphonique de San Francisco de 1984 à 1989. Les œuvres de musique de chambre majeures des années 1980 comprennent son Troisième Quatuor à cordes commandé pour célébrer le 25e anniversaire du Hopkins Center for the Arts au Dartmouth College, The Blue Bamboula pour la pianiste Ursula Oppens, la Sonate pour violon et piano commandée par la Bibliothèque du Congrès et qui a été créée à la bibliothèque sur un concert consacré à Wuorinen, le String Sexte, New York Notes, la Troisième Sonate pour piano pour Alan Feinberg, et des trios pour diverses combinaisons dont trois œuvres pour un trio de cors. Dans les années 1980 Wuorinen a commencé une collaboration avec le New York City Ballet qui a abouti à une série d'œuvres conçues pour la danse : Five (Concerto for Amplified Cello and Orchestra) pour le chorégraphe français Jean-Pierre Bonnefous et pour le collègue et champion Fred Sherry, Delight of the Muses basé sur des œuvres de Mozart et commandé pour célébrer le bicentenaire de Mozart, et trois œuvres inspirées par des scènes de la Divine Comédie de Dante pour Peter Martins (The Mission of Virgil, The Great Procession et The River of Light). En plus des textes de Dante, Wuorinen a été influencé par les aquarelles de William Blake. Pour le New York City Ballet, Wuorinen a également fait un arrangement pour deux pianos des Variations pour orchestre de Schoenberg, chorégraphié par Richard Tanner, et Martins a créé un ballet basé sur A Reliquary for Igor Stravinsky. En 1985, Wuorinen a reçu un Prix MacArthur.

### Années 1990
Charles Wuorinen consacré une attention accrue à l'écriture des œuvres pour voix, y compris la mise en musique du conte de Dylan Thomas A Winter's Tale pour la soprano Phyllis Bryn-Julson et les chansons Fenton I & II sur des poèmes du poète britannique James Fenton, avec qui Wuorinen a collaboré pour un opéra. Les œuvres de musique de chambre marquantes incluent le Quatuor de saxophones pour le Raschèr Saxophone Quartet, Percussion Quartet, le Quintette avec piano et la Sonate pour guitare et piano. Les œuvres orchestrales comprennent le Concerto pour quatuor de saxophones et orchestre et la Symphony Seven ainsi que les œuvres sur Dante pour le New York City Ballet.

### Années 2000
Avec début du XXIe siècle, James Levine est devenu un grand défenseur de la musique de Charles Wuorinen. Levine a commandé le Quatrième Concerto pour piano de Wuorinen pour sa première saison à l'Orchestre symphonique de Boston, le poème symphonique Theologoumenon (un cadeau pour 60e anniversaire de Levine de son manager de longue date Ronald Wilford), créé par l'Orchestre du Metropolitan Opera, et la Huitième Symphonie: Theologoumena, pour le BSO. En l'honneur du 70e anniversaire de Wuorinen, Levine a monté deux concerts avec Ashberyana de Wuorinen au Musée Guggenheim.
Les autres défenseurs de la musique de Charles Wuorinen comprennent Peter Serkin, pour qui Wuorinen a composé trois concertos dont Time Regained (basé sur la musique de Guillaume de Machaut, Matteo da Perugia, Guillaume Dufay, et Orlando Gibbons) et Flying to Kahani, commandé par le Carnegie Hall; les solos Scherzo et Adagio et le deuxième Quintette avec piano avec le Quatuor Brentano, un autre ensemble avec lequel Wuorinen a eu une relation très fructueuse et pour lequel il a écrit son Quatuor à cordes. En 2004, le New York City Opera a créé son opéra Haroun and the Sea of Stories tiré du roman de Salman Rushdie, sur un livret de James Fenton. D'autres œuvres de cette décennie comprennent Cyclops 2000 pour Oliver Knussen et le London Sinfonietta ; Ashberyana, tiré d'un poème de John Ashbery; Spin5, un concerto de chambre pour la violoniste Jennifer Koh, la quatrième sonate pour piano, pour Anne-Marie McDermott; Synaxis, Metagong, et It Happens Like This, une cantate dramatique sur sept poèmes de James Tate, créée à Tanglewood sous la direction du compositeur. En 2012, Wuorinen a terminé son travail sur Brokeback Mountain, un opéra commencé en 2008 tiré de la nouvelle de Annie Proulx du même nom, et sur un livret de Proulx. La première a eu lieu le 28 janvier 2014 au Teatro Real de Madrid,.

## Honneurs
Charles Wuorinen a reçu en 1970 le Prix Pulitzer de musique, et a aussi reçu le Prix MacArthur.
Il fait partie de l'American Academy of Arts and Letters et de l'American Academy of Arts and Sciences.

## Œuvres
- Harpsichord Divisions pour clavecin (1966)
- The Long and The Short pour violon solo (1969)
- Time's Encomium (1969)
- A Song to the Lute in Musicke (1970)
- Violin Variations (1972)
- Cello Variations II (1975)
- Hyperion (1975)
- A Reliquary for Igor Stravinsky (1975)
- Tashi (1975-1976)
- Archangel for Bass Trombone and String Quartet (1977)
- Six pièces pour violon et piano (1977)
- Archaeopteryx for Bass Trombone and 10 Players (1978)
- Percussion Duo (1979)
- Second String Quartet (1979)
- Fortune (1979)
- The Blue Bamboula (1980)
- Horn Trio (1981)
- Trio for Bass Instruments (1981)
- New York Notes (1982)
- Movers and Shakers (1984)
- Bamboula Squared (1984)
- Horn Trio Continued (1985)
- Natural Fantasy (1985)
- Trombone Trio (1985)
- Prelude to Kullervo (1985)
- Bamboula Beach (1986)
- Five: Concerto for Amplified Cello and Orchestra (1987)
- A Winter's Tale - texte de Dylan Thomas (1991)
- Percussion Quartet (1994)
- Piano Quintet (1994)
- Christes Crosse (after Thomas Morley) (1994)
- Symphony Seven (1997)
- Haroun and the Sea of Stories - livret de James Fenton, d'après le roman de Salman Rushdie (2001)[4]
- Fourth Piano Concerto (2003)
- Heart Shadow pour piano (2005)
- Eighth Symphony (Theologoumena) - 2006)
- Synaxis - 2007)
- Fourth Piano Sonata (2007)
- Second Piano Quintet (2008)
- Brokeback Mountain (2014)